# إجراءات الاعتراض على براءات الاختراع
إجراءات الاعتراض على براءات الاختراع هي آليات إدارية ضمن إطار قانون البراءات، تتيح لأطراف ثالثة الطعن رسميًا في صحة طلب براءة اختراع معلق (الاعتراض قبل منح البراءة) أو براءة اختراع ممنوحة (الاعتراض بعد المنح). تعمل إجراءات الاعتراض هذه كآلية تحقّق أساسية داخل نظام البراءات، حيث تضمن منح البراءات فقط للاختراعات التي تلبي وتفي بجميع المتطلبات القانونية، مما يحافظ على سلامة وجودة النظام العام للبراءات.